# Spelonga
La frazione di Spelonga appartiene al territorio del comune di Arquata del Tronto in provincia di Ascoli Piceno.

Nella «Descriptio Marchie», Antonio Salvi ricorda che è indicata come una: «villa d'Arquata». È il paese più popolato del comune arquatano, il suo centro urbano è costituito da parecchie abitazioni edificate nel XV e nel XVI secolo, molte delle quali conservano l'antico aspetto con le mura in pietra, con scalette esterne e piccoli loggiati. Sugli architravi delle porte, si trovano un po' ovunque epigrafi e bassorilievi; quello più ricorrente reca scolpita la figura di un angelo in volo.
Si raggiunge lasciando la Salaria all'altezza di Trisungo e salendo per la strada SP20 che supera la frazione di Faete ed attraversa un bosco di castagni.

## Geografia fisica
Spelonga, così come il comune di Arquata del Tronto, ha il territorio compreso tra due parchi nazionali: il Parco nazionale dei Monti Sibillini ed il Parco nazionale del Gran Sasso e Monti della Laga. Il paese gode del panorama sul capoluogo essendo alloggiato sull'altura che fronteggia la Rocca di Arquata del Tronto.

## Origini del nome
Al nome Spelonga, nei documenti più antichi scritto: «Aspelonga», sono state attribuite diverse origini.

Secondo l'interpretazione etimologica di Giulio Amadio il toponimo troverebbe la sua derivazione dal termine «spelonca», ossia una «grotta» che potrebbe essere stata l'abitazione di chi fondò il villaggio che, in seguito, è diventato paese.

Un'altra ipotesi prende in considerazione il termine tedesco «aspe» che indica una varietà di pioppo, caratteristico per essere lungo ed alto. Dalla stessa parola deriva il termine greco «aspis» che descrive uno «scudo» realizzato con il legno di pioppo. Scudo inteso come riparo suggerisce il significato di «riparo, protezione in genere» e quindi di un luogo ove si trovano riparo e protezione. Ricorda Dario Nanni che il paese era protetto da un recinto che si allungava lungo il fianco della montagna. Questa ipotesi sarebbe sostenuta dal fatto che lo storico ascolano Gabriele Rosa descrivendo l'abbandono della città di Ascoli nell'anno 590, da parte della sua popolazione spaventata dalla minaccia dell'invasione del duca longobardo di Spoleto Faroaldo I, parla di Spelonga ed altri paesi (Capradosso, Pietralta, Venarotta...) come luoghi ove i fuggiaschi trovarono un più sicuro riparo.

Un'ulteriore indagine vede il nome derivare dai termini latini «aspis» (o aspes) e «longa» ossia lunga, ovvero «"lunga serpe"», probabilmente riferibile alla fauna che è presente nei luoghi che circondano il borgo o dovuta alla forma allungata del paese.

## Storia

### XVI secolo

#### Il processo istruito contro Annunzio di Barnabeo da Spelonga per l'omicidio di Giacomo Antonio figlio di Pietro detto Cerella della stessa Villa
Nella seconda metà del XVI secolo, il 25 luglio 1576, in prossimità della Villa di Spelonga, in via Cupa, presso la località Colle della Cività, è avvenuto il ferimento letale che in breve tempo ha condotto alla morte Giacomo Antonio o Jacoboantonio figlio di Pietro detto Cerella, deceduto dopo pochi giorni dal fatto di sangue ed in seguito sepolto presso la chiesa di Sant'Agata. L'accoltellamento è stato inferto dalla mano di Annunzio di Barnabeo, mentre era in compagnia dei suoi due presunti complici: Giacomo di Baranabeo e Renzo di Felice.
Per questo omicidio è stato celebrato il processo penale avviato il 26 luglio 1576  e concluso l'8 ottobre dello stesso anno. Il procedimento si è svolto in 18 sedute dibattimentali tenute ad Arquata del Tronto presso il Palazzo del Podestà. Le udienze sono state presiedute da ser Dario Ranieri da Norcia che rivestiva la carica di Podestà di Arquata e suo Contado, per nomina diretta dei Consoli di Norcia. Questi conduceva il contado  che all'epoca si trovava assoggettato al dominio della giurisdizione politica, amministrativa e giudiziaria del comune umbro. Secondo quanto previsto nella I Rubrica del II Libro dei Malefici dagli Statuti et Reformanze della Communità della Nobil Terra d'Arquata del 1574, risultava essere Giudice del tribunale con «piena iurisdittione, auttorità, potestà, arbitrio et balia, de agnoscere procedere et punire per inquisitione, denuntia et accusa in tutti et singoli di iuridici, et altri in honore de Dio indotti de tutti et singoli malefitii, difetti et delitti da commettersi, nella Terra d'Arquata et suo contado et distretto.»  Ad affiancarlo vi era ser Giovan Pietro Quarantotti da Norcia che per «apostolica autorità» era «Notaio pubblico registrato nell'archivio della Curia romana, attualmente Cancelliere ed Attuario del Magnifico Signor Podestà e Commissario di Arquata Dario Ranieri.»  Questi ha avuto cura di redigere ed annotare tutte le dichiarazioni raccolte in giudizio, pronunciate sotto giuramento dei deponenti, durante la trattazione della controversia.
Il manoscritto
La ricostruzione dell'attività istruttoria, espletata attraverso la ricognizione e valutazione degli elementi rilevanti per l'emanazione del giudizio, è costituita dall'intera sequenza degli atti giuridici appartenenti al manoscritto del «Processus Homicidij commissi ab Antonio Barnabei de Spelunca in personam Jacobiniantonij Cerella de eadem Villa», conservato presso l'Archivio Storico Comunale di Norcia. La documentazione racchiude la trascrizione di tutti gli interrogatori e la narrazione delle fasi di carcerazione nella Rocca di Arquata dei 2 presunti complici e delle torture loro inflitte. Il carteggio si sostanzia delle deposizioni di numerosissimi testimoni, sia spelongani, compresi quelli della vittima, del suo assassino, dei presunti complici dell'omicidio, di Pietro detto Cerella padre di Giacomo Antonio e Giovan Francesco di Barnabeo fratello di Annunzio e Giacomo, e sia di altri testi provenienti da paesi vicini, che avevano assistito ai fatti. Inoltre sono accuratamente riportate le informazioni dell'attività giudiziaria volta ad accertare le consistenze dei beni della famiglia dell'uccisore che, dopo essere stati inventariati e sequestrati, sono stati venduti per ristorare i creditori.
Gli imputati, la condanna di Annunzio e la scarcerazione dei presunti complici
L'azione penale è stata esercitata a carico di 3 accusati, 2 dei quali legati da vincoli di stretta parentela essendo fratelli e collegati da rapporti giuridici di affinità con la vittima Giacomo Antonio.
- Annunzio, figlio di Barnabeo, inquisito ed incriminato per il delitto [20] è stato indicato come responsabile del ferimento e dell'omicidio del cognato Giacomo Antonio che aveva sposato una delle sue sorelle.[21] Contumace durante tutto il processo, era stato messo al bando tramite l'annuncio del pubblico baiolo con «l'assegnazione di un termine per comparire e difendersi da detta inquisizione». Di questi si era ormai persa ogni traccia e perseverava nella sua latitanza senza che «alcuno incaricato della sua difesa» [20] si fosse presentato nel corso del giudizio. È stato dichiarato colpevole e «condannato alla pena capitale e morte naturale oltre alla confisca di tutti i suoi beni» da punirsi con la seguente formula: «sia amputato e separato il capo dalle spalle» [22] contenuta nel dispositivo della sentenza emanata il 22 agosto 1576, durante il pontificato di papa Gregorio XIII.[23] Il verdetto non è stato eseguito perché dell'assassino non si sono avute più notizie già da poche ore dopo aver accoltellato la sua vittima. Egli è riuscito a sottrarsi alla giustizia pontificia rifugiandosi nel vicino paese di Poggio d'Api che si trovava nel territorio del Regno di Napoli e quindi al di fuori delle competenze giurisdizionali di Norcia.
- Giacomo di Barnabeo, fratello di Annunzio, accusato, processato e torturato perché ritenuto presunto complice dell'omicida. Il 6 agosto Giovan Antonio Eupizi ha assunto l'incarico di suo difensore, mentre l'imputato era detenuto presso la fortezza arquatana.[24]
- Renzo di Felice, cugino [8] di Annunzio e Giacomo di Barnabeo. Negli atti è descritto come loro fratello consobrino, ossia cugino di primo grado perché figlio della sorella della loro madre [25] ed anch'egli sottoposto al medesimo processo ed alle medesime torture come presunto complice del delitto. Il suo nome sarà citato anche in seguito in alcuni atti dell'archivio arquatano per aver partecipato ed essere stato coinvolto in disordini e scompigli.[26][27] Durante il processo, dal giorno 8 agosto, ha avuto come suoi difensori ser Fabrizio Lutio di Arquata e ser Gaspare Cataldi da Piedilama.[10][28]

L'ultimo giorno di detenzione per Giacomo di Barnabeo e Renzo di Felice è stato il 13 settembre, quando il podestà Ranieri dopo averli nuovamente interrogati e sottoposti al supplizio della tortura del tratto di corda ha emanato la sentenza di assoluzione e liberazione.
Le testimonianze
Dal contenuto dei documenti si apprende che i fatti che hanno determinato il ferimento e la conseguente morte dell'accoltellato sono ascrivibili alla sola figura di Annunzio.
Giacomo Antonio, ascoltato sotto giuramento dal notaio Quarantotti presso l'abitazione del padre Pietro a Spelonga, ha esposto la sua verità adducendo di aver visto ed incontrato i tre armati di picche e corsesche in via Cupa, mentre egli stesso girava con un archibugio a ruota. Lo stesso ha indicato come suo feritore Annunzio e gli ha addebitato di averlo colpito con la corsesca. Dopo il ferimento ha cercato di reagire al colpo ricevuto puntando il suo archibugio contro Annunzio, ma l'arma da fuoco si è inceppata al momento dello sparo e ha pertanto rinunciato a usarla per mettersi in salvo. Ha aggiunto inoltre di essere stato inseguito e dai tre che volevano «finirlo di ammazzare», ma il tentativo era stato sventato per l'intervento di alcuni compaesani, presenti nei campi durante la mietitura, accorsi in suo aiuto.
Nelle dichiarazioni rese da Ulisse Pacifici di Amatrice, che esercitava la professione medica nel territorio di Arquata, si legge che egli ha visitato e medicato, all'alba del giorno seguente, Giacomo Antonio ferito mortalmente al ventre con un'arma da taglio.
A queste testimonianze seguono quelle dei concittadini, di alcuni membri del Consiglio dei Quaranta, di altri al corrente delle vicende e quelle dei presunti complici di Annunzio.
Il 28 luglio, Giacomo figlio di Barnabeo si è costituito e ha confermato al Podestà di Arquata ed al Notaio Quarantotti  che suo fratello Annunzio aveva effettivamente ferito Giacomo Antonio lanciandogli addosso una partesciana, ma ha aggiunto che tale azione era avvenuta solo dopo che Giacomo Antonio aveva puntato il suo archibugio contro Annunzio e che l'arma non aveva sparato perché si era inceppata. Successivamente a questo episodio non ha avuto più notizie del fratello che si era allontanato e non era più tornato a casa. Le sue parole hanno rivelato anche il possibile movente dell'accaduto. Egli ha spiegato che nei giorni antecedenti al 26 luglio vi era stata una discussione in cui era giunto alle mani con Pietro di Pietropaolo, parente di Giacomo Antonio, perché questi aveva lasciato accedere e pascolare alcune pecore in una sua proprietà dove si trovavano delle «stoppie», termine con cui indicava forse possibili avanzi e rimanenze della mietitura oppure il fieno o il foraggio. Inoltre ha ricordato e menzionato anche un'altra lite avuta in precedenza con la vittima e sedata dai presenti. Nella deposizione ha elencato anche i beni che aveva in comunione con i suoi famigliari. Il 6 agosto, il suo difensore ha chiesto la scarcerazione, senza ottenerla, contestando la scarsità di indizi e ragioni che giustificassero la necessità della misura restrittiva. Un'ulteriore deposizione di questo presunto complice è stata messa a verbale in data 7 agosto, mentre era ancora recluso nella Rocca. Con le sue dichiarazioni ha ribadito quanto già affermato in passato, ma ha smentito di aver rincorso Giacomo Antonio dopo il ferimento e di ignorare in quali luoghi si stesse nascondendo suo fratello Annunzio.
Il 4 agosto, il notaio Quarantotti ha raccolto la testimonianza di Renzo di Felice. Questi ha riferito che si trovava nella stessa zona dove era avvenuto il ferimento mentre era intento ad arare la sua campagna  e di essersi recato armato di partesciana sul luogo dell'accoltellamento solo dopo aver udito il rumorio sollevato della rissa, ma al suo arrivo i fatti erano già accaduti e Giacomo Antonio si era già allontanato.
Il 6 agosto Pietro detto Cerella, padre della vittima, ha dichiarato di essersi diretto verso il luogo da cui proveniva il fragore dello scontro avvenuto tra Annunzio e suo figlio e di essere stato rincorso e minacciato di morte da Annunzio, Renzo e Giacomo armati di corsesche. Per scampare al pericolo e non essere raggiunto e colpito si era allontanato e diretto verso Arquata, circostanza confermata da più testimoni.
Nomina dei periti estimatori incaricati della liquidazione dei beni di Annunzio per il ristoro dei creditori e conclusione del procedimento.
Il 22 settembre, ai periti estimatori Parisse Straccia e Flaminio Fusconi da Norcia è stato affidato l'incarico di inventariare, confiscare e sequestrare «i beni stabili e mobili» dell'omicida affinché si potesse procedere alla loro vendita e dal ricavato potessero trarre ristoro i creditori dell'assassino.
Nei primi giorni di ottobre si sono presentati vari creditori, tra questi vi erano anche lo speziale e farmacista di Arquata; donna Hippolita, figlia di Barnabeo, sorella di Annunzio e moglie di Giovannino Mariani, che ha rivendicato la consegna di 5 fiorini, ossia quella parte della sua dote promessa e mai ricevuta; don Demofonte, Rettore della chiesa di Sant'Agata di Spelonga, che ha vantato un credito di 6 fiorini; Marco Antonio Facchini da Peracchia per un debito contratto da Annunzio e i suoi fratelli come garanzia dell'acquisto di un terreno venduto a Masseo Tamburrini, mai corrisposto pari a 10 fiorini; Sollecito di Chicco da Trisungo, marito di donna Sabetta sorella di Annunzio, che ha reclamato 60 fiorini più una veste del costo di 5 fiorini, pari all'intera dote della moglie che non aveva mai riscosso; Brancadoro di Ortenzio di Arquata, sarto, che ha richiesto 2 fiorini per aver confezionato capi di abbigliamento ad Annunzio; Deifebo di Amadeo da Arquata che domandava il rimborso di 13 fiorini e 31 bolognini in pagamento di quanto i fratelli figli di Barnabeo avevano acquistato presso la sua bottega.
L'8 ottobre si è concluso il processo con l'emissione del pagamento a favore del perito Parisse Straccia, estimatore dei beni confiscati.

#### Visita pastorale del vescovo Nicolò d'Aragona tra il 1580 e il 1581
Dalla relazione della visita pastorale del vescovo ascolano Nicolò Aragona, avvenuta tra il 1580 e il 1581, si apprende che nel paese era già stata istituita la Confraternita del Corpus Domini.

### XVIII secolo
Nell'anno 1798, nel testo del Tomo 1 della Collezione di carte pubbliche, proclami, editti, ragionamenti ed altre produzioni tendenti a consolidare la rigenerata Repubblica Romana si trova menzione di Spelonga nell'elenco dei paesi appartenenti al Dipartimento del Tronto del Cantone di Acquasanta.

### XIX secolo
- 1831 - Nel testo dell'Indice di tutti i luoghi dello Stato Pontificio colla indicazione della rispettiva Legazione o Delegazione in che sono compresi nel Distretto Governo e Comune da cui dipendono le Diocesi alle quali sono essi soggetti e coll'epilogo in fine dei Distretti e Governi di ciascuna Legazione o Delegazione desunto dall'ultimo riparto territoriale ripromesso coll'Editto del 5 luglio 1831 questo paese risulta come: «Frazione di Arquata soggetta a quel Governo: Distretto, Delegazione e Diocesi di Ascoli. Anime 526.»

## Monumenti e luoghi d'interesse

### Chiesa di Sant'Agata
La chiesa parrocchiale, dedicata a sant'Agata vergine e martire, patrona di Spelonga, si affaccia con il suo prospetto principale sulla piazza del paese. La struttura originaria dell'edificio religioso risale alla seconda metà del 1400 e, come ricorda Antonio Salvi, ha beneficiato nei secoli XVI e XVII di vari interventi confermati da alcune iscrizioni.
La facciata mostra un semplice schema compositivo. È aperta da un solo un portale, realizzato in pietra arenaria locale, con richiami in stile rinascimentale, sormontato da un frontone interrotto. Al di sopra del varco d'ingresso vi è una finestra, contornata e decorata da elementi lapidei e una lunetta superiore. L'interno dell'aula liturgica è scandito da un'unica navata rettangolare, coperta da un soffitto a capriate del XV secolo.
Dopo la demolizione della chiesa di Santa Maria a Collepiccioni, avvenuta nell'anno 1933, questa chiesa ha accolto molti beni artistici trasferiti dall'altro edificio sacro, tra questi vi sono: affreschi di scuola umbra, della fine del Quattrocento, tempere del XVII secolo, un gruppo in terracotta di arte sacra abruzzese, posto sull'altare maggiore, oltre alla bandiera della Battaglia di Lepanto. Sulle pareti sono visibili anche altri affreschi originari della chiesa di Sant'Agata, commissionati dalla famiglia Martorelli.
Al suo interno sono presenti 3 altari:
- l'altare maggiore, del 1631, in legno di noce decorato ad intaglio, proveniente dalla chiesa di Santa Maria di Collepiccioni,[41] si arricchisce del gruppo di impronta abruzzese in terracotta policroma eseguito, nel corso del XVI secolo, dall'artista Sebastiano Aquilano che reca l'iscrizione: «QUESTA INMAGENE DE ELLA GLORIOSA VERGINE MARIA A FATTA SEBASTIANO AQLANO».[41] Ai lati della composizione, racchiusi in due scomparti, sono visibili dipinti del 1600[42] che ritraggono san Pietro, san Paolo, san Sebastiano e san Rocco;[41]
- l'altare in legno policromo, del 1643, commissionato dalla Confraternita del Santissimo Rosario e realizzato da Giacomo De Presbiteris di Accumoli. Nella parte centrale vi è collocata la statua della Madonna col Bambino di Bernardino Provenzano, datata 1638, contornata da riquadri dipinti che illustrano i misteri del Rosario. In alto è visibile la tavola con la l'effigie di san Gabriele, dipinta da Dino Ferrari.[43]
- l'altare di Sant'Antonio, opera di gusto rinascimentale, adornato da una tela che ritrae il santo di Padova. Si annovera, inoltre, anche la presenza di un quadro con l'immagine di santa Rita da Cascia, eseguito da Dino Ferrari nel 19470 e commissionato da Giacinto Nanni, così come si legge nell'iscrizione: «HYACINTUS NANNI HANC PICTURAM FECIT FIERI A.D. 1940»[43]

Gli affreschi provenienti dalla chiesa di Santa Maria di Collepiccioni, sono stati eseguiti sul finire del Quattrocento. Antonio Salvi ricorda che sono stati dipinti da Bernardino Campilio da Spoleto, per anni erroneamente identificato dagli storici dell'arte con Panfilo da Spoleto. L'autore cita Giulio Cantalamessa che nella prima lettera della firma, piuttosto corrosa dal tempo, «intravedeva la lettera P di Panfilo», mentre Corrado Fratini leggeva la stessa lettera come una «C». Salvi conclude scrivendo che si possa affermare «con sufficiente certezza Campilius» perché in un'opera dello stesso autore, conservata presso la Pinacoteca comunale di Spoleto, compare un'uguale «iscrizione identificativa».
Sulla parete di destra c’è la Madonna di Loreto, del 1482, raffigurata all'interno di un'edicola votiva sorretta da angeli in cui si legge l'epigrafe: «S(ancta) Maria de Laureto». Sul lato inferiore della pittura è menzionato il nome dell'esecutore del dipinto: «[Bernardinu]s Campilius de Spoleto pinxit hoc opu(s) 1482».
Sulla parete sinistra ci sono raffigurazioni di sant'Agata e san Lorenzo rappresentati con gli strumenti del loro martirio. Vi è, inoltre, un dipinto che ritrae san Bernardino da Siena, eseguito nell'anno 1482. Nella porzione inferiore del ritratto si trova l'iscrizione: «Iacubus Martorelli . f(ecit). F(ieri) hoc opu(s). 1 . 4 82 ».
Sul lato inferiore dell'opera pittorica che ritrae sant'Antonio abate vi è racchiusa, in una banda di colore rosaceo, una scritta incompleta costituita da queste parole precedute da una croce: «+ Hoc opus fecit fieri Batista Nardi Picchini [---]». L'iscrizione aveva lo scopo di conservare il ricordo del nome del committente: «Baptista Nardi Pichini de Spelunca» esistito e vivente negli anni 1488 e 1496 come riportato da atti e documenti.
Gli affreschi del 1500 sono stati dipinti da pittori locali, ispirati sia alla scuola umbra e sia allo stile di Nicola Filotesio, più noto come Cola dell'Amatrice. Nel presbiterio ci sono le immagini dei Quattro Evangelisti che erano presenti nelle lunette della chiesa di Santa Maria di Collepiccioni.
La particolarità che maggiormente caratterizza gli arredi di questa chiesa è una bandiera da combattimento che reca uno stemma musulmano, strappata dagli Spelongani a una nave turca nel 1571 in occasione della Battaglia di Lepanto. Questo trofeo di guerra è conservato in una teca di vetro incorniciata, posta a sinistra dell'altare maggiore.
Il territorio della parrocchia comprende le chiese di Spelonga dedicate a: Sant'Emidio, Santa Maria presso Colle Piccioni, costruita intorno al 1950 e Madonna dei Santi. Inoltre, ci sono anche le chiese della frazione di Colle dedicate a: San Silvestro, San Sebastiano, Santa Maria della Rocca.

### Chiesa della Madonna dei Santi
La piccola chiesa dedicata alla Madonna dei Santi si eleva nella radura di un bosco di castagni chiamato le Macchie, sito naturalistico di interesse antropologico che probabilmente ha accolto un precedente luogo di culto pagano, lungo l'antico sentiero che collega il paese di Faete a Spelonga.

#### Storia
Le prime notizie sulla costruzione risalgono al XVI secolo. La tradizione orale ne lega l'edificazione a una presunta apparizione mariana. La leggenda della fondazione è basata su un racconto popolare narrato con diverse versioni, ma sostanzialmente concorde nell'affermare che, nei pressi del luogo dove si erge il sacro edificio, sia stata vista una donna con in braccio un bambino mentre lavava le fasce del neonato e le stendeva su un rovo di spini o su una roccia. La stessa donna che ha chiesto di costruire questa chiesa ed identificata come la Madonna. 

Il masso di arenaria affiora, ancora ai nostri giorni, dal suolo adiacente alla chiesa e la credenza popolare lo considera come una pietra terapeutica. Sulla sua superficie sono presenti innumerevoli graffiti, riferibili ad età diverse, incisi dai fedeli che andavano a strofinarvi la schiena con la speranza di alleviare i loro dolori. Nel corso degli anni, la confidenza religiosa degli abitanti di Spelonga con questo luogo di preghiera ha mantenuto vive la venerazione e la frequentazione della chiesa. Nella memoria dei residenti si ricorda che, per consuetudine, sette ragazze vergini vi andassero a recitare il rosario.

Nel tessuto murario del prospetto principale si evidenzia la presenza di due supporti lapidei, entrambi scalpellati, con incise le epigrafi che aiutano a ricomporre la storia architettonica dell'edificio, ampliato nei primissimi anni del XVIII secolo, durante il rettorato di Laureto Pulzono. Il testo delle iscrizioni recita:

#### Architettura
La fabbrica, costruita in pietra locale, si eleva da una pianta rettangolare ed è costituita da una sola aula liturgica, coperta da capriate e connotata da un'austera essenzialità. La facciata, oltre al varco d'ingresso, presenta l'apertura di un oculo. In corrispondenza del colmo del tetto si trova un piccolo campanile a vela a una sola luce.

Sul suolo che precede l'ingresso si notano i resti di mura che perimetravano uno spazio quadrangolare, elementi che lasciano intuire l'antica presenza di un porticato simile a quello della chiesa dedicata alla Madonna della Neve del vicino paese di Faete.

All'interno, la parete di fondo è quasi completamente ricoperta dall'affresco attribuito a Campilio Bernardino da Spoleto. Il tema pittorico propone, nella porzione più bassa, un'Annunciazione intervallata da tre figure centrali. La fascia dipinta è scandita dalla presenza di 5 rappresentazioni che iconograficamente lette, da sinistra verso destra, identificano l'arcangelo Gabriele, angelo messaggero dell'Annunciazione, che si rivolge alla Vergine ritratta nell'ultima riquadratura a destra. Nei tre registri centrali si distinguono san Sebastiano, la Madonna col Bambino e san Rocco. Nella parte più alta della parete vi è un ovale, sorretto lateralmente da due angeli, con al centro la rappresentazione di Dio benedicente.

### Tradizioni e folclore
Festa della Madonna della Salute, festeggiata ad agosto.
Festa della Madonna del Rosario a ottobre.
Festa di Sant'Antonio, 13 giugno
Festa di Sant'Agata terza domenica di maggio.
Sagra della Pasta alla Lepanto
Sagra "Marrone che passione" e fine ottobre

### Religione
La popolazione professa per la maggior parte la religione cattolica

### Eventi e feste
La Festa Bella, manifestazione che si tiene con cadenza triennale nel mese di agosto, ideata per ricordare la partecipazione degli abitanti della frazione alla battaglia di Lepanto del 1571. Al centro della piazza del paese viene ricostruito lo scafo di una nave turca, corredata di albero maestro e sulla sommità viene issata una copia della bandiera che, secondo la tradizione, fu strappata in battaglia e riportata in paese. Il lembo della bandiera originale è custodito all'interno di una teca nella locale chiesa di Sant'Agata.

### Architetture militari
Nel territorio del paese, nella località denominata Il Castelluccio, vi era 1 delle torri di avvistamento della Rocca di Arquata.